# Muriel Freeman
Muriel Freeman (Worcester, 9 de septiembre de 1897-Northampton, 1980) fue una deportista británica que compitió en esgrima, especialista en la modalidad de florete. Participó en dos Juegos Olímpicos de Verano en los años 1924 y 1928, obteniendo una medalla de plata en la prueba individual.

## Palmarés internacional
| Juegos Olímpicos | Juegos Olímpicos         | Juegos Olímpicos | Juegos Olímpicos   |
| Año              | Lugar                    | Medalla          | Prueba             |
| ---------------- | ------------------------ | ---------------- | ------------------ |
| 1928             | Ámsterdam (Países Bajos) | Medalla de plata | Florete individual |